# Presiano I da Bulgária
Presiano (em búlgaro: Пресиян/Пресиан; romaniz.: Presi(y)an), Presiam (em grego medieval: Πρεσιάμ; romaniz.: Presiám) ou Persiano (em búlgaro: Персиян; romaniz.: Persian; em grego medieval: Περσιανος; romaniz.: Persianos) foi o cã búlgaro entre 836 e 852. Durante seu reinado, a Bulgária se expandiu para a região da Macedônia.

## Origem

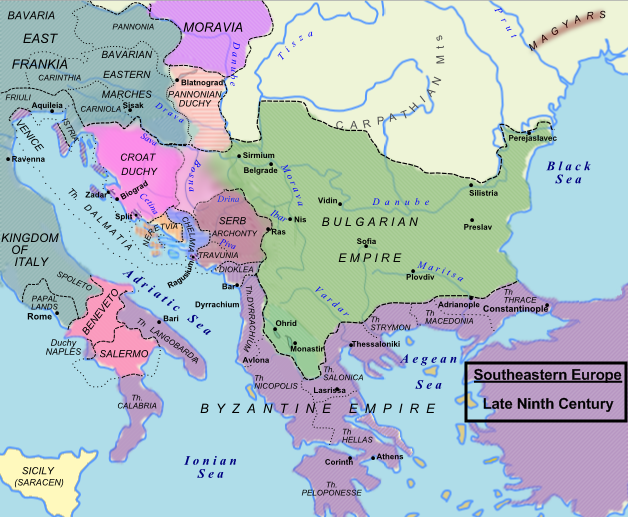
Bulgária no tempo de Presiano

Uma análise das fontes bizantinas indica que Presiano I era filho de Zbenitzes, filho de Omurtague. Em diversos estudos mais mais antigos, Malamir é identificado como sendo seu sucessor, "Presiano I", e assume-se que teria sobrevivido até a década de 850 como antecessor direto de Bóris I. É muito improvável que isso seja verdade, pois atesta-se que Malamir foi sucedido por seu sobrinho (o filho de seu irmão Zbenitzes) enquanto que Bóris I teria sido precedido por seu pai, Presiano. Zlatarski resolveu a questão das fontes fragmentárias ao determinar que o sobrinho e herdeiro de Malamir, cujo nome não foi citado, era, na realidade, Presiano I e que Bóris era filho dele.

### Conflito com a Sérvia
Presiano parece ter ascendido ao trono jovem e inexperiente e a situação pode ter sido dominada pelo caucano Isbul, como já ocorria durante o reinado do tio de Presiano, Malamir. Em 837, logo depois da ascensão, os eslavos que viviam próximos de Tessalônica se rebelaram contra o Império Bizantino. O imperador bizantino Teófilo (r. 829–842) procurou o apoio búlgaro para conter os rebeldes, mas, simultaneamente, arranjou para que sua frota navegasse pelo Danúbio para tentar evacuar clandestinamente alguns dos bizantinos cativos que haviam sido assentados na região a norte do Danúbio pelos cãs Crum e Omurtague.
Como retaliação, Isbul iniciou uma campanha ao longo da costa egeia da Trácia e da Macedônia, capturando a cidade de Filipos, onde ele aproveitou para deixar uma inscrição memorial que ainda existe numa igreja local. A campanha de Isbul pode ter resultado no estabelecimento da suserania búlgara sobre a tribo eslava dos esmolenos.
O reinado de Presiano coincide com a expansão do controle búlgaro sobre as tribos eslavas na Macedônia e redondezas. Sabe-se que sérvios e búlgaros viviam em paz até a invasão em 839 (os últimos anos de Teófilo) Blastímero, o knyaz da Sérvia, uniu diversas tribos sérvias  e Teófilo concedeu-lhes a independência em troca do reconhecimento do imperador como suserano. A anexação da Macedônia ocidental pelos búlgaros mudou a situação política. É possível Malamir ou Presiano I tenham pressentido uma ameaça na consolidação sérvia e preferiram subjugá-los já que estavam conquistando também as terras dos eslavos. Outra teoria defende que os bizantinos queriam desviar a atenção dos búlgaros para que pudessem lidar com sua própria revolta entre os eslavos que ocorria no Peloponeso, o que implicaria que os bizantinos teriam instigado os sérvios à guerra. Presiano invadiu o território sérvio em 839, resultando numa guerra de três anos vencida por Blastímero. Presiano não conseguiu nenhum novo território, foi decisivamente derrotado e perdeu muitos de seus homens enfrentando os sérvios, que se aproveitaram de sua vantagem lutando nas colinas da região. O cã búlgaro foi expulso pelo exército de Blastímero, mas a guerra só terminou com a morte de Teófilo, em 842, que finalmente libertou Blastímero de suas obrigações para com o Império Bizantino.
A compilação do século XVII dos búlgaros do Volga, Ja'far Tarikh, uma obra cuja autenticidade é disputada, apresenta Birdžihan (Presiano) como sendo filho de Sabanša (Zbenitzes), o que parece reforçar a tese agora predominante na historiografia búlgara.
Presiano I morreu em 852 e foi sucedido pelo seu filho Bóris I.